# Aušra Maldeikienė

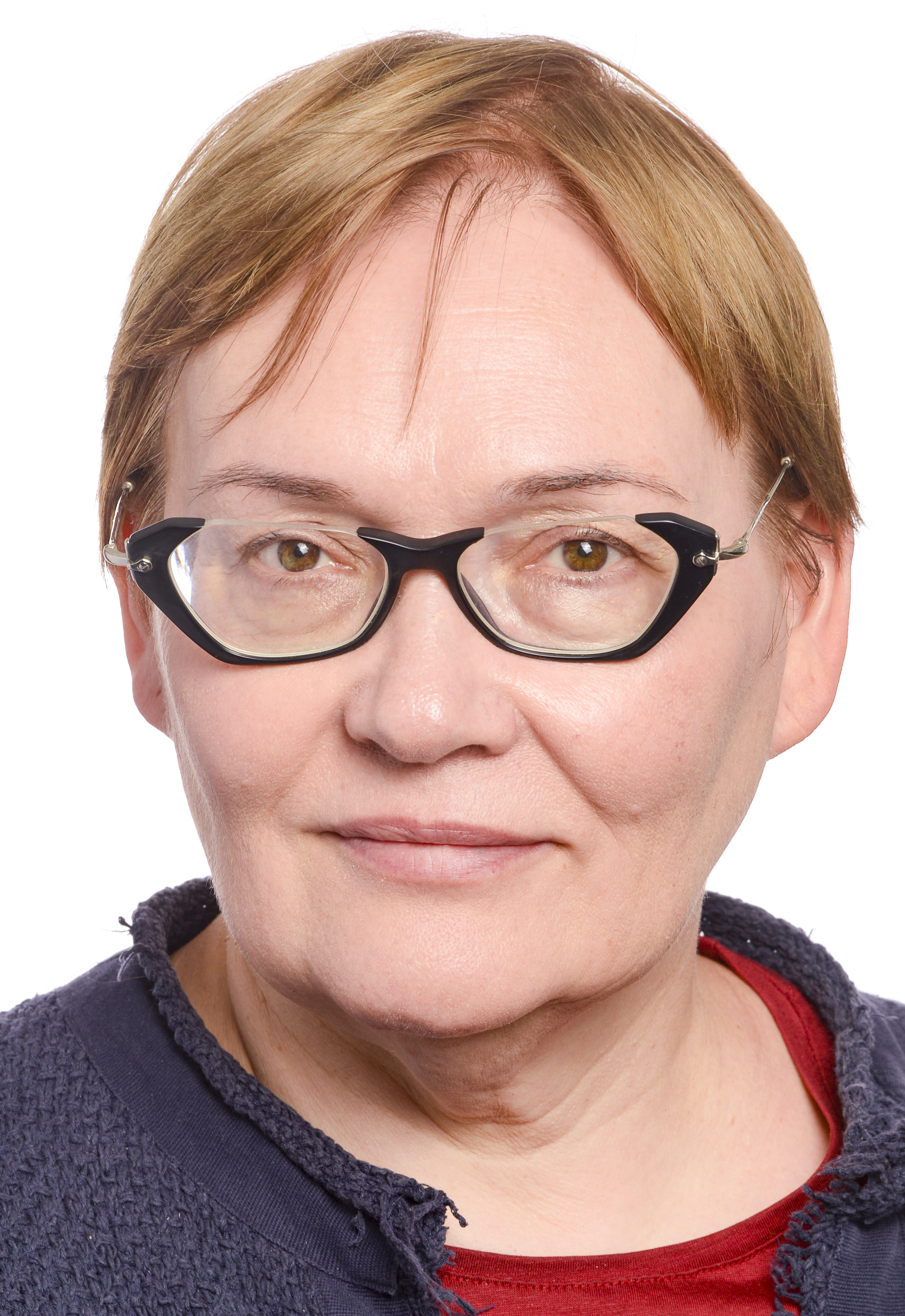
Aušra Maldeikienė

Aušra Maldeikienė (Seibutytė; *  4. Juni 1958 in Palanga) ist eine litauische Ökonomin, parteiunabhängige Politikerin, Publizistin, Wirtschaftspädagogin. Seit Juli 2019 ist sie Mitglied des Europäischen Parlaments. Von Herbst 2016 bis Juli 2019 war sie Mitglied im Seimas.

## Leben
Nach dem Abitur 1976 an der Antanas-Vienuolis-Mittelschule Vilnius studierte Aušra Seibutytė an der Fakultät für Finanzen und Kredit der Universität Vilnius (UV). 1982 absolvierte sie das Diplomstudium als Ökonom und Lehrerin der Politökonomie an der Universität Moskau. Von 1982 bis 1984 arbeitete sie an der UV und lehrte an der Lietuvos žemės ūkio akademija in der Rajongemeinde Kaunas. Von 1984 bis 1987 absolvierte sie die Aspirantur in  Moskau und 1987 promovierte zum Thema „Grundlegender Wirtschaftsgesetz des Sozialismus under Bedingungen der intensiven Wirtschaft“ und wurde Kandidatin der Wissenschaften.
Ab 1987 lehrte sie an der Lietuvos veterinarijos akademija in Kaunas. Ab 1990 war sie Kolumnistin bei der Tageszeitung Lietuvos rytas. Von 1993 bis 1997 arbeitete sie Pressevertreterin, PR-Abteilungsleiterin der Vilniaus bankas. Von 1997 bis 2000 war sie Oberredakteurin der Wirtschaftsabteilung der Nachrichtenagentur BNS. Von 1999 bis 2003 lehrte sie Wirtschaft an der VU Tarptautinio verslo mokykla und von 2001 bis 2013 am Jesuitengymnasium Vilnius. Ab 2004 war sie Dozentin der Fakultät für Mathematik der Universität Vilnius.  2007 absolvierte sie das Masterstudium der Religionswissenschaften an der Universität Vilnius.

## Politik
Vor 2009 war Maldeikienė Mitglied der Liberalų demokratų partija.
Von 2015 bis 2016 war Maldeikienė Mitglied im Rat der Stadtgemeinde Vilnius als Kandidatin der Partei Lietuvos sąrašas. Im Oktober 2016 wurde sie als Unabhängige zum Seimas-Mitglied gewählt. Sie kandidierte bei der Europawahl 2019 auf einer eigenen Liste mit dem Namen „Öffentliches Wahlkomitee Aušra Maldeikienės Zug“. Mit 6,10 % der Stimmen wurde sie ins Europaparlament gewählt. Ihre Aufnahme in die Grüne/EFA-Fraktion wurde durch ein Veto des Vertreters der LVŽS verhindert, worauf sie sich der Fraktion der Europäischen Volkspartei (Christdemokraten) anschloss.

## Familie
Aušra Maldeikienė war von 1979 bis 2017 mit dem Politiker Eugenijus Maldeikis (* 1958) verheiratet. Sie haben zwei Söhne: Matas Maldeikis (* 1980), Seimas-Mitglied, und Mykolas Maldeikis (* 1987).

## Schriften
- Metodinės rekomendacijos V. Lenino veikalui „Imperializmas kaip aukščiausioji kapitalizmo stadija“ studijuoti / A. Maldeikienė, E. Maldeikis. – V., 1984. – 37 p.
- Socializmo politinės ekonomijos klausimai Marksizmo leninizmo klasikų darbuose: metodinės rekomendacijos studentams / Eugenijus Maldeikis, Aušra Maldeikienė, Nina Klebanskaja. – Vilnius, 1985. – 96 p.
- Ekonominis visuomenės gyvenimas; Visuomenė ir kultūra / Jonas Balčius, Liutauras Degėsys, Česlovas Kalenda, Aušra Maldeikienė, Eugenijus Maldeikis, Saulius Pečiulis, Vytautas Radžvilas, Stasys Venskevičius. – Vilnius, 1989. – 103 p. ISBN 5-430-00917-2
- Išmokite skaičiuoti savo pinigus. – Vilnius: Tyto alba, 2002. – 285 p. ISBN 9986-16-253-X
- Ekonomika: mokytojo sąsiuvinis 9-10 klasėms. – Vilnius: Tyto alba, 2003. – 99 p.: iliustr. ISBN 9986-16-300-5
- Ekonomika: vadovėlis 9-10 klasėms. – Vilnius: Tyto alba, 2003. – 175 p.: iliustr. ISBN 9986-16-297-1
- Ekonomika: pratybų sąsiuvinis 9-10 klasėms. – Vilnius: Tyto alba, 2003. – 61 p. ISBN 9986-16-301-3
- Ekonomika: vadovėlis 11-12 klasėms. – Vilnius: Tyto alba, 2004. – 174 p.: iliustr. ISBN 9986-16-353-6
- Išmokite skaičiuoti savo pinigus. – 2-asis leidimas. – Vilnius: Tyto alba, 2005. – 388 p.: iliustr. ISBN 9986-16-459-1
- Verslas – ne vaikų žaidimas? / iliustr. Daiva Kairevičiūtė. – Vilnius: Žara, 2008. – 64 p.: iliustr. ISBN 978-9986-34-197-0
- Ekonomikos pradmenys: vadovėlis 9-10 klasėms. – Vilnius: Tyto alba, 2010. – 183 p.: iliustr. ISBN 978-9986-16-765-5
- Melo ekonomika: publicistika. – Vilnius: Alma littera, 2013. – 269 p. ISBN 978-609-01-1161-1